# Modelo de universo sin límites
El modelo de universo sin límites es una teoría propuesta por el físico teórico británico Stephen Hawking, según la cual el Universo se creó hace 13 800 millones de años a partir de un átomo. Su teoría argumenta que antes del Big Bang no había nada y que el tiempo estaba comprimido.
Según expone Hawking, es como un mando a distancia que controla el universo. Es como si a éste se le diera a rebobinar, con lo que se reduciría a un solo átomo, ya que el universo se expande constantemente. Aun así, Roger Penrose, en conjunto con su amigo Stephen Hawking, pusieron en tela de juicio si tiene sentido hablar de "antes" del Big Bang, agregando así modificaciones a este modelo. Igualmente hasta la fecha esto es todavía un tema de discusión. 
Según la NASA, estas son algunas de las frases de Stephen Hawking al respecto: 

Siempre se acercaba a nada, pero no se convertía en nada. Esencialmente, nunca hubo un Big Bang que produjera algo de la nada. Parecería así desde el punto de vista de la humanidad.

Los eventos antes del Big Bang simplemente no están definidos, porque no hay forma de que uno pueda medir lo que sucedió con ellos. Como los eventos anteriores al Big Bang no tienen consecuencias observacionales, uno puede también extraerlos de la teoría, y decir que el tiempo comenzó con el Big Bang.

## Teorías contrarias al modelo de universo sin límites
Un intento rival de reconciliar un universo eterno con la expansión cósmica es la teoría del estado estacionario desarrollada por Fred Hoyle y otros. Según Hoyle, nunca ocurrió ningún suceso como el Big Bang, que es una de la discusión principal entre estas dos teorías, y la expansión cósmica es eterna, creándose continuamente nueva materia para mantener una densidad constante.

## Teorías que aprueban el modelo de universo sin límites

### Radiación de fondo de microondas
La radiación de fondo de microondas (en inglés, cosmic microwave background o CMB) es una forma de radiación electromagnética descubierta en 1965 que llena el universo por completo. También se denomina radiación cósmica de microondas, radiación cósmica de fondo o radiación del fondo cósmico.
Tiene características de radiación de cuerpo negro a una temperatura de 2,725 K y su frecuencia pertenece al rango de las microondas con una frecuencia de 160,2 GHz, correspondiéndose con una longitud de onda de 1,9 mm. Esta radiación es una de las pruebas principales del modelo cosmológico del Big Bang

### Gran rebote
El Gran Rebote (en inglés: Big Bounce) es una teoría o modelo científico relacionado con la formación del universo conocido. Se deriva del modelo cíclico o universo oscilante interpretación del Big Bang donde el evento cosmológico primero fue el resultado del colapso de un universo anterior.

### Universos paralelos
Es el nombre de una hipótesis física en la que entran en juego la existencia de varios universos o realidades relativamente independientes. El desarrollo de la física cuántica y la búsqueda de una teoría unificada (teoría cuántica de la gravedad), conjuntamente con el desarrollo de la teoría de cuerdas, que han hecho entrever la posibilidad de la existencia de múltiples universos paralelos conformando un multiverso.
Universos paralelos o términos similares también se encuentran como las temáticas de la literatura, particularmente en lo que por ejemplo se refiere al género literario fantástico.

## Libros que tratan sobre este modelo

### Breve historia del tiempo (Stephen Hawking, 1988)
Este libro de, Stephen Hawking publicado en 1988y prologado por Carl Sagan.Trata sobre varios temas cosmologicos entre otros el Big Bang, los agujeros negros, los conos de luz, la teoría de supercuerdas, el universo infinito.